# 霍夫梅里獸科
霍夫梅里獸科（Hofmeyriidae）是獸孔目獸頭亞目的一科，包含：霍夫梅里獸、Gorochovetzia、Ictidostoma等屬。

## 外部連結
- 霍夫梅里獸科 （页面存档备份，存于） Paleobiology Database